# Петелино
Пете́лино (рос. Петелино) — село у складі Ялуторовського району Тюменської області, Росія.
Населення — 823 особи (2010, 907 у 2002).
Національний склад станом на 2002 рік:
- росіяни — 89 %